# Barbara Abel
Pour les articles homonymes, voir Abel (homonymie).
Barbara Abel, née le 3 décembre 1969 à Bruxelles, est une autrice belge de roman policier et scénariste de séries.
Elle a collaboré à l'émission de télévision Cinquante Degrés Nord diffusée sur Arte Belgique et la RTBF.

## Biographie
Barbara Abel naît le 3 décembre 1969 à Bruxelles,,. À 15 ans, elle suit des cours de théâtre à l’Académie d’Etterbeek. Elle étudie ensuite à l’Université libre de Bruxelles et y obtient une licence en philologie romane, puis suit les cours d’interprétation à l'école du Passage à Paris. Elle exerce un certain temps le métier de comédienne et participe à des spectacles de rue. Elle écrit sa première pièce de théâtre à 23 ans, L’Esquimau qui jardinait, montée sur des scènes bruxelloises et au Festival de théâtre de Spa (Belgique). Après avoir publié quelques textes en revues, en 2002, son premier roman, L’Instinct maternel, est lauréat du Prix du roman policier de Cognac. Ses récits de suspense évoquent souvent des milieux familiaux étouffants où germent délits et folie. Son roman Un bel âge pour mourir, paru en 2003, est adapté pour France 2 avec Marie-France Pisier et Émilie Dequenne dans les rôles principaux.
Elle fait aussi partie de la Ligue de l'Imaginaire,,,.
En 2019, le film Duelles écrit et réalisé par Olivier Masset-Depasse est une adaptation de son roman Derrière la haine (2012). Il remporte neuf récompenses lors de la cérémonie des Magritte du cinéma 2020 dont celle du meilleur film, du meilleur réalisateur et de la meilleure actrice.
En 2022, elle coécrit avec Sophia Perié Attraction, une mini-série télévisée belge en 6 épisodes réalisée par Indra Siera qui remporte le prix de la meilleure fiction francophone étrangère au Festival de la fiction TV de La Rochelle 2022, présidé par la comédienne Sandrine Bonnaire. Elle est diffusée en 2023 sur la RTBF et TF1.
En 2024, un remake de Duelles est réalisé aux États-Unis sous le titre Mothers' Instinct avec Jessica Chastain et Anne Hathaway. Le film sort le 1er mai 2024 en Belgique. La même année, elle livre aux éditions Récamier un thriller : Comme si de rien n’était, basé sur un simple incident domestique.

### Vie privée
Elle a été mariée à Gérard Goffaux. Le couple a eu deux enfants Lou et Gabrielle Goffaux.

## Œuvre

### Romans
- L'Instinct maternel, Éditions du Masque, coll. « Le Masque » no 2466, 2002 ; réédition, Éditions du Masque, coll. « Masque poche » no 14, 2013[15]
- Un bel âge pour mourir, Éditions du Masque, coll. « Le Masque » no 2471, 2003 ; réédition, Éditions du Masque, coll. « Masque poche » no 66, 2015 ; réédition, Éditions du Masque, 2021
- Duelle[16], Éditions du Masque, coll. « Grands Formats », 2005 ; réédition, LGF, coll. « Le Livre de poche » no 37161, 2006
- La Mort en écho[17], Éditions du Masque, coll. « Grands Formats », 2006 ; réédition, Éditions du Masque, 2024.
- Illustre Inconnu, Éditions du Masque, coll. « Grands Formats », 2007
- Le Bonheur sur ordonnance, Fleuve noir, 2009
- La Brûlure du chocolat, Fleuve noir, 2010  (ISBN 978-2-265-08941-9)
- Derrière la haine[18], Fleuve noir, 2012 ; réédition, Pocket, 2013
- Après la fin[19], Fleuve noir, 2013 ; réédition Pocket, 2015
- L'Innocence des bourreaux[20], Belfond, 2015 ; réédition, Pocket, 2016
- Je sais pas[21], Belfond, 2016  (ISBN 2714470874) ; réédition, Pocket, 2017
- Je t'aime[22], Belfond, 2018  (ISBN 9782714476333) ; réédition, Pocket, 2019
- Et les vivants autour[23], Belfond, 2020  (ISBN 978-2-7144-9316-3) ; réédition, Pocket, 2021
- Les Fêlures[24], Plon, 2022  (ISBN 9782259307628) ; réédition, Pocket, 2023
- Comme si de rien n'était[25],[13], Récamier, 2024  (ISBN 978-2-38577-043-3).

### Nouvelles
- La Jeune Fille derrière la porte, dans La Nouvelle du lendemain, anthologie numérique organisée pendant le confinement par la Ligue de l’Imaginaire, le festival Lisle noir et Cultura, 04/2020[26].
- Derrière la porte in Le Pire des Noëls[27], 2024, éditions Le Livre de Poche, en collaboration avec Gabrielle Goffaux  (ISBN 9782253253075).

### Albums de bande dessinée

#### Je vous salue Jennifer
- 1. Tome 1[28],[29], Quadrants, coll. « Boussole », Toulon, juin 2008
Scénario : Barbara Abel - Dessin : Gérard Goffaux - Couleurs : Philippe Casadeï - (ISBN 9782302001138)
- 2. Tome 2[30],[31], Quadrants, coll. « Boussole », Toulon, 24 février 2010
Scénario : Barbara Abel - Dessin : Gérard Goffaux - Couleurs : Philippe Casadeï - (ISBN 9782302008052)

### Séries
- 2023 : Attraction de Barbara Abel et Sophia Perié.

### Adaptations
- 2008 : Miroir, mon beau miroir[32], téléfilm de Serge Meynard
- 2018 : Duelles, film de Olivier Masset-Depasse,
- 2023 : Mothers' Instinct, remake hollywoodien[33] de Duelles[34]
- 2025 : Je sais pas, série télévisée réalisée par Fred Grivois.

## Prix et récompenses
- 2002 :  prix du roman policier du festival de Cognac décerné pour L'Instinct maternel[4] ;
- 2015 : prix des lycéens de littérature belge[4] 2015 décerné pour Derrière la haine.

#### Livres
: document utilisé comme source pour la rédaction de cet article.
- Claude Mesplède, Dictionnaire des littératures policières, vol. 1 : A - I, Nantes, Joseph K, coll. « Temps noir », 2007, 1054 p. (ISBN 978-2-910686-44-4, OCLC 315873251), p. 30.

#### Périodiques
- Barbara Abel (interviewée), « Famille, amour, intimité : Barbara Abel se raconte côté privé », Gael,‎ 9 avril 2019 (lire en ligne, consulté le 10 avril 2025).
- Barbara Abel (interviewée par Stanislas Ide), « Barbara Abel : «L’arène familiale exacerbe les émotions dès le départ» », Soir Mag,‎ 27 avril 2024 (lire en ligne , consulté le 10 avril 2025).
- Barbara Abel (interviewée par Éloïse Dewallef), « Barbara Abel : «Je mets en scène des gens ordinaires» », Soir Mag,‎ 28 juin 2024 (lire en ligne , consulté le 10 avril 2025).

#### Articles
- Barbara Abel et Gérard Goffaux (interviewés par Nicolas Anspach), « Barbara Abel et Gérard Goffaux : "Nous avons voulu rester dans l’humain" », ActuaBD,‎ 1er juillet 2008 (lire en ligne, consulté le 10 avril 2025).

### Vidéographie
- [vidéo] « LCR - Barbara Abel », sur YouTube, émission de télévision présentée par David Courier diffusée sur BX1 le 4 juin 2024.